# بجير بن أبي بجير
بُجَير بن أبي بُجَير العبسي الغطفاني صحابي جليل من بني عبس من غطفان ويُقَال هو من قبيلة جهينة وكان حليفاً لقبيلة الخزرج من الأنصار شهد مع النبي محمد ﷺ غزوة بدر وغزوة أحد.